# Abdula Memedi
Abdulah Memedi (ur. 24 kwietnia 1952) – jugosłowiański zapaśnik walczący w stylu wolnym. Olimpijczyk w Moskwy 1980, gdzie zajął piąte miejsce w kategorii 82 kg.
Dziesiąty na mistrzostwach Europy w 1981. Piąty na igrzyskach śródziemnomorskich w 1983 roku.